# Boxoffice Pro
Boxoffice Pro este o revistă de cinema axată pe afacerile proprietarilor de cinematografe, care este publicată de compania BoxOffice Media LP.

## Istoric
Revista a fost înființată în 1920 sub numele de The Reel Journal, a fost redenumită Boxoffice în 1931 și continuă să apară și în prezent, fiind destinată proprietarilor de cinematografe și profesioniștilor din industria filmului. În 2019 a fost redenumită Boxoffice Pro.
Boxoffice Pro este publicația oficială a National Association of Theatre Owners (Asociația Națională a Proprietarilor de Ciematografe), asumându-și acest rol începând din 2006. În 1937 a început să publice rapoarte ale vânzărilor de bilete din cinematografele americane; ea a încetat să mai publice recenzii de filme în 2012.
Revista a fost publicată inițial în fiecare sâmbătă de compania Associated Publications. Randamentul la box-office a fost exprimat ca procent din randamentul total, care a fost considerat 100%. Un supliment numit Barometer a fost publicat în luna ianuarie și a inclus o situație globală, precum și randamentul filmelor difuzate în acel an.
În 2015, grupul francez Webedia⁠(d) a anunțat achiziționarea grupului Côté Ciné, care era, începând din 2014, proprietarul revistei Boxoffice. În martie 2018 revista franceză Côté Cinéma a devenit versiunea franceză a revistei Boxoffice și a lansat marca Boxoffice în Uniunea Europeană.